# Магазинер, Яков Миронович
Яков Миронович Магазинер (при рождении Мордух-Яков Говшия-Меерович Магазинер; 6 [18] января 1882, Харьков — 27 апреля 1961, Ленинград) — русский и советский правовед, доктор юридических наук, профессор.

## Биография
Родился 6 (18) января 1882 года в семье бердичевских мещан Говшия-Меера Ихилевича Магазинера (1854—?) и Баси Вольфовны Глатштейн (1859—?, заключивших брак там же 27 сентября 1877 года. Брат — публицист Е. М. Лаганский; сестра — Фаня Мироновна Магазинер, была замужем за коммерсантом, меценатом и коллекционером живописи Осипом Семёновичем Сметаничем (?—1934), отцом поэта и переводчика Валентина Стенича.
В 1901 году, окончив 1-ю Харьковскую гимназию, поступил в Харьковский университет. За участие в студенческом революционном движении был арестован, исключён из числа студентов и выслан из Харькова. Перебрался в Севастополь, откуда снова был выслан полицией. B 1906 году Яков Магазинер поступил на юридический факультет Императорского Санкт-Петербургского университета, который окончил через три года с дипломом 1-й степени. B студенческие годы опубликовал одну из наиболее интересных своих работ «Самодержавие народа», посвятив её своей матери — в книге Магазинер рассматривал социальную революцию как выход из политического кризиса, охватившего Россию; по приговору Санкт-Петербургской судебной палаты эта книга была уничтожена. M. M. Ковалевский ходатайствовал об оставлении Магазинера на кафедре государственного права для приготовления к профессорскому званию, однако ходатайство было отклонено попечителем Петербургского учебного округа.
После окончания университета трудился помощником присяжного поверенного и преподавателем русского государственного права на кафедре социологии в Психоневрологическом институте.
С 1918 года и на протяжении 1920-х годов работал профессором Петроградского университета, главным юрисконсультом Волховстроя и Экспортлеса, преподавал в Петроградском кооперативном институте. В 1920—1931 годах — заведующий кафедрой Института народного хозяйства, с 1927 года — декан юридического факультета этого института.
В 1937 году — заведующий международно-правовым отделением Института внешней торговли. В том же году арестован по обвинению в террористической деятельности и шпионаже в пользу Великобритании (освобождён в январе 1938 года), преподавал в юридическом институте имени Крыленко. В 1941—1944 годах — заведующий кафедрой теории и истории государства и права Свердловского юридического института.
Профессор государственного и гражданского права Ленинградского университета, в 1944—1949 годах заведующий кафедрой государственного права юридического факультета этого университета и одновременно старший научный сотрудник Института права АН СССР (1947—1949), уволен в ходе кампании по борьбе с космополитизмом. Заведующий сектором морского права Центрального научно-исследовательского института морского флота (1956—1960).
Я. М. Магазинер — автор ряда трудов по русскому, советскому и международному праву, в том числе по общей теории права. В 1952 году в соавторстве с И. М. Дунаевской и И. М. Дьяконовым опубликовал сравнительное исследование вавилонских, ассирийских и хеттских законов.
Скоропостижно скончался 27 апреля 1961 года в Ленинграде.

## Монографии
- Самодержавие народа (Опыт социально-политической конструкции суверенитета). — СПб: Глаголев, 1905, 1907 и 1910.
- Чрезвычайно-указное право в России (Ст. 87 Основного закона). — СПб: Типография М. М. Стасюлевича, 1911.
- Юридическое значение Манифеста 17 октября 1905 года. — СПб: Лисснер и Собко, 1915.
- Республика: её сущность и важнейшие демократические формы. — СПб: Издание Юридического книжного склада «Право», 1917.
- Положение о выборах в учредительное собрание (с Э. Э. Понтовичем). — СПб: Типография Николаевской военной академии, 1917.
- Лекции по государственному праву: общее государственное право. Читаны во Втором Петроградском университете и в Петроградском кооперативном институте. — Петроград: 18-я государственная типография, 1919.
- Общее учение о государстве: курс лекций читаных в Петроградском Университете в 1918—1922 гг. 2-е изд. — СПб: Центральный Издательский Кооперативный Союз «Кооперация», 1922.
- Советское хозяйственное право (с В. К. Райхером). — Л.: Издание Кассы Взаимопомощи студентов Ленинградского Института Народного Хозяйства им. Фр. Энгельса, 1928.
- Основные черты старовавилонского права как права рабовладельческого общества (Законы Хаммурапи). — «Эос», 1957, 48/3.
- Избранные труды по общей теории права / [отв. ред. А. К. Кравцов]. — Санкт-Петербург: Изд-во Р. Асланова «Юридический центр Пресс», 2006. — (Антология юридической науки / Ассоциация юридический центр). — ISBN 5-94201-474-4.

## Семья
Дочери:
- Нина Яковлевна Дьяконова (1915—2013) — литературовед, специалист по истории английской литературы, профессор, доктор филологических наук. Жена востоковеда И. М. Дьяконова.
  - Внук — Михаил Игоревич Дьяконов (род. 1940) — доктор физико-математических наук, главный научный сотрудник Петербургского физико-технического института им. Йоффе, профессор университета Монпелье, лауреат Государственной премии СССР;
  - Внук — Дмитрий Игоревич Дьяконов (1949—2012) — доктор физико-математических наук, заведующий сектором теоретической физики высоких энергий Петербургского института ядерной физики им. Б. П. Константинова РАН.
- Елена Яковлевна Шрейдер (1917—1991) — кандидат физико-математических наук, работала в области оптики плазмы, старший научный сотрудник Ленинградского физико-технического института им. А.Ф. Иоффе.
  - Внучка — Наталия Михайловна Фёдорова (род. 1960), художник.